# Патара-Гареджвари
Патара-Гареджвари (груз. პატარა გარეჯვარი) — село в Грузии, на территории Горийского муниципалитета края (мхаре) Шида-Картли.

## География
Село находится в центральной части Грузии, на правом берегу Адзуры, на расстоянии приблизительно 7 километров (по прямой) к северу от города Гори, административного центра муниципалитета. Абсолютная высота — 675 метров над уровнем моря.

## Население
По результатам официальной переписи населения 2014 года, в Патара-Гареджвари проживало 1483 человека (755 мужчин и 728 женщин). В национальной структуре населения грузины составляли 99,3 %, русские — 0,3 %, армяне — 0,2 %, осетины — 0,1 %.
| Год  | Население, человек |
| ---- | ------------------ |
| 2002 | 1593               |
| 2014 | ↘ 1483             |